# Laurent Vicomte
Laurent Vicomte (Sainte-Adresse, 25 maart 1956 - 9 augustus 2020) was een Franse stripauteur.
Het oeuvre van Vicomte dat in het Nederlandse taalgebied is verschenen omvat slechts vijf vertaalde albums, maar met deze albums heeft hij wel een behoorlijke indruk nagelaten. In de jaren 1980 maakte hij in samenwerking met Pierre Makyo de eerste cyclus van Het land van langvergeten, een zeer succesvolle fantasiereeks. Alleen al van de vierdelige cyclus werden bijna 1 miljoen exemplaren verkocht bij uitgeverij Glénat.

## Biografie
De vroegste strippublicaties van Vicomte bestaat uit twee stripbijdrages in de rubriek Vrij Vel voor het weekblad Robbedoes in 1975. Daarna volgden in 1977 en 1978 de strips Gus en Ainsifutil op scenario van schrijver Jean-Pierre Gourmelen. Voor Tintin creëerde Vicomte de komische reeks Edouard et Lucie, die doorstootte naar het Franstalige stripblad Pistil, waarvoor Vicomte ook korte verhalen van de reeks Clopin, over een zwervertje, maakte. Hij illustreerde in deze periode ook vaak voor het Franse jeugdblad Scout de France, waarvoor hij ook de door Misotte geschreven stripreeks La Sizaine des Fauves tekende. Ze werden gebundeld in twee Franstalige albums. Voor het weekblad Mercredi maakte hij ook nog Vanille et Pistache en Le Roi Noël op scenario van Makyo, die hij in 1981 ontmoette. Met Pierre Makyo creëerde hij vervolgens de Balade au bout du monde (Het land van langvergeten), in vier delen. Vanaf het eerste deel dat door Glénat werd gepubliceerd, was het succesvol. Het land van langvergeten werd een van de best verkochte strips van de jaren 80: van de vier albums die tussen 1981 en 1988 verschenen werden meer dan een miljoen exemplaren verkocht en leverde Laurent Vicomte erkenning op als striptekenaar.
In 1989 besloot Vicomte, ondanks druk van zijn lezers en zijn uitgever, om geen vervolgverhalen te maken voor Het land van langvergeten. Hij droeg het stokje over aan striptekenaar Éric Hérenguel. Ook verliet hij Parijs om zich in Perros-Guirec te vestigen. Met zijn vrienden Régis Loisel en Jean-Charles Kraehn richtte hij atelier Granit op. Op hun gezamenlijke werkplek in Bretagne kwam het eerste deel van Loisels Peter Pan en Kraehns Sprinkhaan tot stand. Ook stampten zij het stripfestival van Perros-Guirec uit de grond. Vicomtes sf-project Appareillage pour Astrakann, dat begin jaren 2000 door Béatrice Tillier zou getekend worden, kwam nooit goed van de grond.
Daarna werd het het op stripgebied stil rond Vicomte, die zich onder meer bezig hield met de ontwerp van juwelen. In 1997 verscheen het eerste deel van Sasmira nog van zijn hand. Het vervolg hierop werd echter een veeleisende beproeving voor hemzelf, zijn uitgevers en zijn lezers. Zijn vriend Régis Loisel omschreef het ooit al volgt: "Hij tekent vijf pagina's om daarvan één prent te behouden." Er kwamen twee andere tekenaars aan te pas om het tweede deel af te maken, dat pas vijftien jaar na het eerste deel verscheen.

## Albums
Het land van langvergeten op scenario van Pierre Makyo - Oberon
1. De gevangenen van het moeras (1985)
2. Het grote gewest (1985)
3. De bastaard (1986)
4. De steen van de dwaasheid (1989)

Sasmira
1. Oproep uit het verleden (1998), Arboris
2. De valse noot (2012), met Claude Pelet (tekeningen) en Patricia Faucon (kleuren), Glénat
3. Rien (2016), met Anaïs Barnabé, Glénat
4. La Petite boîte rouge (2018), met Anaïs Barnabé, Glénat

La Sizaine des fauves
1. Le Signe du chat (1985), Les Presses d'Île-de-France
2. La Ville endormie (1990), Les Presses d'Île-de-France

Divers:
- Clopin (1985), Dessis
- Madagascar, ma terre oubliée (2001), met Yvon Le Corre en Frank Giroud, Glénat

- Biblioteca Nacional de España: XX1151469
- Bibliothèque nationale de France: cb12016644c (data)
- Gemeinsame Normdatei: 1145761739
- International Standard Name Identifier: 0000 0003 8589 7103
- Library of Congress Control Number: no2003035837
- Nationale Bibliotheek van Tsjechië: pna2017964325
- Nationale Bibliotheek van Israël: 987007419234305171
- Nederlandse Thesaurus van Auteursnamen: 071851550
- Système universitaire de documentation: 028302931
- Virtual International Authority File: 31681668